# Cricetulus sokolovi
El hámster enano de Sokolov (Cricetulus sokolovi) es una especie de roedor miomorfo de la familia Cricetidae.

## Distribución geográfica
Se encuentra en China y Mongolia.